# Тарховская улица (Сестрорецк)
Та́рховская у́лица — улица в городе Сестрорецке Курортного района Санкт-Петербурга. Проходит от Финского залива до улицы Коробицына. Далее продолжается дорогой к Шалашу Ленина.
Название появилось в начале XX века. Связано с тем, что улица служила границей посёлка Тарховка. Позднее, в 1940-х годах, в Тарховке появились также 2-я, 3-я, 4-я, 5-я и 6-я Тарховские улицы.
На участке между Приморским шоссе и Федотовской дорожкой / проспектом Красных Командиров по переезду пересекает Сестрорецкую железнодорожную линию.
Из-за отсутствия ливневой канализации после сильных дождей затапливается участок Тарховской улицы от залива до Приморского шоссе. Смольный пока не планирует решать эту проблему.

## Перекрёстки
- Приморское шоссе
- Федотовская дорожка / проспект Красных Командиров
- Санаторная улица
- Улица Коробицына / дорога к Шалашу Ленина